# Нерак (округ)
Округ Нерак (фр. Arrondissement de Nérac) — округ у Франції, в департаменті Лот і Гаронна. 2023 року округ об'єднував 58 муніципалітетів, населення становило 38 434 особи.
Адміністративний центр (супрефектура) — Нерак.

## Муніципалітети
Список муніципалітетів округу та їхні коди INSEE:
1. Аллон (47007)
2. Амбрюс (47008)
3. Андіран (47009)
4. Анзекс (47012)
5. Барбаст (47021)
6. Бозьяк (47026)
7. Брюш (47041)
8. Буссес (47039)
9. Бюзе-сюр-Баїз (47043)
10. Вільфранш-дю-Кейран (47320)
11. В'янн (47318)
12. Дамазан (47078)
13. Дюранс (47085)
14. Есп'ян (47090)
15. Каліньяк (47045)
16. Кастельжалу (47052)
17. Кобейр (47058)
18. Ксентрай (47327)
19. Ла-Реюніон (47222)
20. Лавардак (47143)
21. Ламонжуа (47133)
22. Ланн (47134)
23. Лассерр (47139)
24. Лейрі-Монкассен (47148)
25. Мезен (47167)
26. Монгаяр (47176)
27. Монер (47177)
28. Монко (47172)
29. Монкрабо (47174)
30. Монтаньяк-сюр-Овіньон (47180)
31. Монтеск'є (47186)
32. Нерак (47195)
33. Номдьє (47197)
34. Пендер (47205)
35. Помп'є (47207)
36. Помпонь (47208)
37. Пуднас (47211)
38. Пюш-д'Ажене (47214)
39. Разіме (47220)
40. Рео-Лісс (47221)
41. Сен-Венсан-де-Ламонжуа (47282)
42. Сен-Леже (47250)
43. Сен-Леон (47251)
44. Сен-Лоран (47249)
45. Сен-Мартен-Кюртон (47254)
46. Сен-Пе-Сен-Сімон (47266)
47. Сен-П'єрр-де-Бюзе (47267)
48. Сент-Мор-де-Пейріак (47258)
49. Сомежан (47286)
50. Сомон (47287)
51. Сос (47302)
52. Туар-сюр-Гаронн (47308)
53. Уеєс (47119)
54. Фарг-сюр-Урбіз (47093)
55. Фегароль (47097)
56. Ф'є (47098)
57. Франсескас (47102)
58. Фрешу (47103)